# Municipio de Palmer (condado de Washington)
El municipio de Palmer (en inglés: Palmer Township) es un municipio ubicado en el condado de Washington en el estado estadounidense de Ohio. En el año 2010 tenía una población de 566 habitantes y una densidad poblacional de 9,64 personas por km².

## Geografía
El municipio de Palmer se encuentra ubicado en las coordenadas 39°26′45″N 81°43′48″O / 39.44583, -81.73000. Según la Oficina del Censo de los Estados Unidos, el municipio tiene una superficie total de 58.68 km², de la cual 58,38 km² corresponden a tierra firme y (0,51 %) 0,3 km² es agua.

## Demografía
Según el censo de 2010, había 566 personas residiendo en el municipio de Palmer. La densidad de población era de 9,64 hab./km². De los 566 habitantes, el municipio de Palmer estaba compuesto por el 97,7 % blancos, el 0,18 % eran afroamericanos, el 0,53 % eran amerindios y el 1,59 % eran de una mezcla de razas. Del total de la población el 0,53 % eran hispanos o latinos de cualquier raza.